# Dawid Jackiewicz

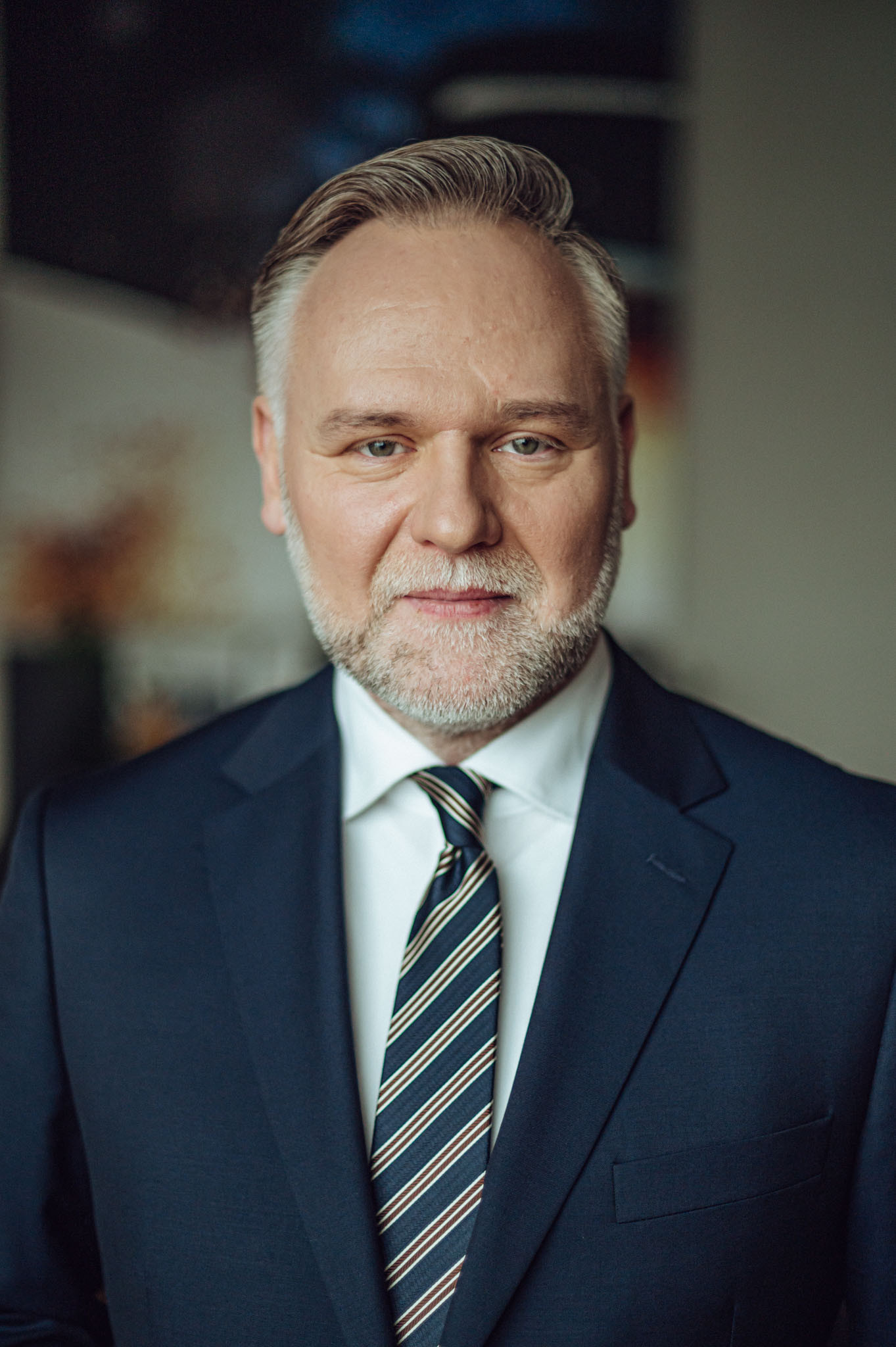
Dawid Jackiewicz (2023)

Dawid Bohdan Jackiewicz (* 18. März 1973 in Breslau) ist ein polnischer Politiker (ROP, PiS). Er
war Kommunalbeamter, von 2005 bis 2014 Abgeordneter des Sejm in der V., VI. und VII. Wahlperiode, Staatssekretär im Ministerium für Staatsvermögen. 2014/15 war er Mitglied des Europäischen Parlaments. Zwischen 2015 und 2016 leitete er das Ressort für Staatsvermögen.

## Leben und Beruf
2001 beendete Jackiewicz das Studium der Politikwissenschaften an der Fakultät für Gesellschaftswissenschaften der Universität Breslau.
In den Jahren 2000 und 2001 arbeitete er in der Funktion als Leiter der Marketingabteilung der Firma „Adavis“ Sp. z o.o. sowie als Leiter des Breslauer Abgeordnetenbüros von Jan Olszewski. Er ist Mitglied des Programmrats des polnischen Wirtschaftsforums. Seit 2019 ist er Vizepräsident des Jan-Olszewski-Instituts. 2020 wurde er Vizepräsident der Vereinigung Przyszłość 5.0. 2022 wurde er Vizepräsident von Orlen Synthos Green Energy. Diese Position hatte er bis 2024 inne.
Jackiewicz ist verheiratet und hat zwei Kinder.

## Politik
Jackiewicz war zunächst Mitglied der Ruch Odbudowy Polski, für die er bei der Sejmwahl 1997 erfolglos kandidierte.
2001 trat er der neugegründeten Prawo i Sprawiedliwość (PiS) bei, für die er bei der Parlamentswahl desselben Jahres vergeblich kandidierte. Bei den Kommunalwahlen 2002 war Jackiewicz stellvertretender Leiter des Wahlkampfstabs von Rafał Dutkiewicz, der für das Amt des Stadtpräsidenten von Breslau kandidierte. Bei diesen Wahlen errang er auch ein Mandat im Stadtrat. Er war Mitglied der Fraktion der PiS und Vorsitzender der Kommission für Öffentlichkeitsarbeit und Zusammenarbeit mit dem Ausland. 2003 trat er als Stadtrat zurück und wurde Stellvertretender Stadtpräsident für Architektur und Bauwesen, Flächenplanung, Umweltschutz, Landwirtschaft und Denkmalschutz.
Bei den Sejmwahlen 2005 wurde er über die Liste der PiS Abgeordneter für den Wahlkreis Breslau. Im Sejm der V. Wahlperiode war er Stellvertretender Vorsitzender und danach Vorsitzender der Kommission für Kommunale Selbstverwaltung und Regionalpolitik. Vom 13. September bis zum 21. November 2007 war er Staatssekretär im Ministerium für den Staatsschatz. Bei den Parlamentswahlen 2007 errang er für die PiS mit 14.653 Stimmen zum zweiten Mal ein Abgeordnetenmandat im Sejm. Er war Stellvertretender Vorsitzender der Kommission für den Staatsschatz und Mitglied der Kommission für Kommunale Selbstverwaltung. Auch 2011 gelang ihm die Wiederwahl. Zuvor hatte er bei den Selbstverwaltungswahlen 2010 für das Amt des Stadtpräsidenten von Breslau kandidiert und mit knapp zehn Prozent der Stimmen den dritten Platz unter neun Kandidaten erreicht. In der PiS wurde er Mitglied des Landesvorstandes und Vorsitzender des Regionalvorstands von Breslau.
Bei der Europawahl 2014 wurde Jackiewicz in das Europäische Parlament gewählt. Im November 2015 wurde er im Kabinett Szydło zum Minister für Staatsvermögen ernannt. Am 15. September 2016 wurde er aus seiner Funktion abberufen.
Er hat vor, sich bei der Präsidentschaftswahl 2025 zu bewerben. Sein Wahlkomitee wurde im Februar 2025 registriert.